# Cantone di Chevigny-Saint-Sauveur
Il Cantone di Chevigny-Saint-Sauveur è una divisione amministrativa dell'arrondissement di Digione.
È stato costituito a seguito della riforma approvata con decreto del 18 febbraio 2014, che ha avuto attuazione dopo le elezioni dipartimentali del 2015.

## Composizione
Comprende i 7 comuni di:
- Bressey-sur-Tille
- Chevigny-Saint-Sauveur
- Crimolois
- Magny-sur-Tille
- Neuilly-lès-Dijon
- Quetigny
- Sennecey-lès-Dijon